# My Love (singel Westlife)
My Love – drugi singel irlandzkiego zespołu Westlife z drugiego albumu Coast to Coast. Piosenka stała się siódmym singlem boys bandu, który został numerem jeden w Wielkiej Brytanii. Utwór znalazł się na 35. miejscu wśród najlepiej sprzedających się singli w 2000 roku na Wyspach Brytyjskich.

## Spis utworów
UK CD1
1. My Love (Radio Edit) - 3:52
2. If I Let You Go (USA Mix) - 3:40
3. If I Let You Go (USA Video) - 3:40

UK CD2
1. My Love (Radio Edit) - 3:52
2. My Love (Instrumental) - 3:52
3. My Love (Video) - 3:52

## Listy przebojów
| Lista                           | Najwyższa pozycja |
| ------------------------------- | ----------------- |
| Argentine Singles Chart         | 1                 |
| Australian Singles Chart        | 36                |
| Belgia (Flanders) Singles Chart | 6                 |
| Niemcy                          | 57                |
| Irlandia                        | 1                 |
| Holandia                        | 9                 |
| Nowa Zelandia                   | 3                 |
| Norwegia                        | 3                 |
| Swedish Singles Chart           | 1                 |
| Swiss Singles Chart             | 38                |
| UK Singles Chart                | 1                 |